# لیدیا زامنهوف
لیدیا زامنهوف (۱۹۰۴–۱۹۴۲) در تاریخ ۲۹ ژانویه ۱۹۰۴ میلادی در شهر ورشو و در امپراتوری روسیه زاده شد. او جوان‌ترین دختر لودویک زامنهوف بود. پدر لیدیا بنیانگذار زبان اسپرانتو بود و لیدیا در بسیاری از موارد تحت تأثیر اندیشه‌های پدر خویش بود. لیدیا در سال ۱۹۲۵ به آیین بهایی گرایش پیدا کرد و بهایی شد. وی در اواخر سال ۱۹۳۷ میلادی به ایالات متحدهٔ آمریکا رفت تا به تدریس زبان اسپرانتو بپردازد. لیدیا در دسامبر ۱۹۳۸ میلادی به لهستان بازگشت و به امور آموزش و ترجمه بسیاری از متون بهایی ادامه داد. او در پاییز ۱۹۴۲ در اردوگاه مرگ تربلینکا کشته‌شد.